# Xanthorhoe cyllene
Xanthorhoe cyllene là một loài bướm đêm trong họ Geometridae.